# Alessandro Esposito
Alessandro Esposito (* 7. Juni 1913 in Bergamo; † 14. September 1981 in Florenz) war ein italienischer Organist, Komponist und Musikpädagoge.

## Leben und Werk
Alessandro Esposito studierte zunächst in seiner Heimatstadt bei Agostino Donini. Er absolvierte dann von 1933 bis 1940 das Conservatorio di Musica Giuseppe Verdi in Mailand. Von 1940 bis 1942 studierte er bei Fernando Germani an der Accademia Musicale Chigiana.
Von 1940 bis 1951 lehrte er am Conservatorio Statale di Musica Claudiu Monteverdi in Bozen Orgelspiel und Komposition. Seit 1951 leitete er eine Orgelklasse am Conservatorio di Musica Luigi Cherubini in Florenz.
Alessandro Esposito war auch als Konzertorganist tätig. Er schrieb Orgelwerke wie die Toccata e studio,  die Variationen über die cäcilianische Cantibus organis und diverse Transkriptionen für Orgel vor allem von italienischer Musik des 17.–18. Jahrhunderts wie von Bernardo Pasquini und anderen.